# والتر إس. روجرز
والتر إس. روجرز (بالإنجليزية: Walter S. Rogers)‏ هو رسام توضيحي أمريكي، (و. 1872 – 1937 م).